# Cocciniglia (colorante)

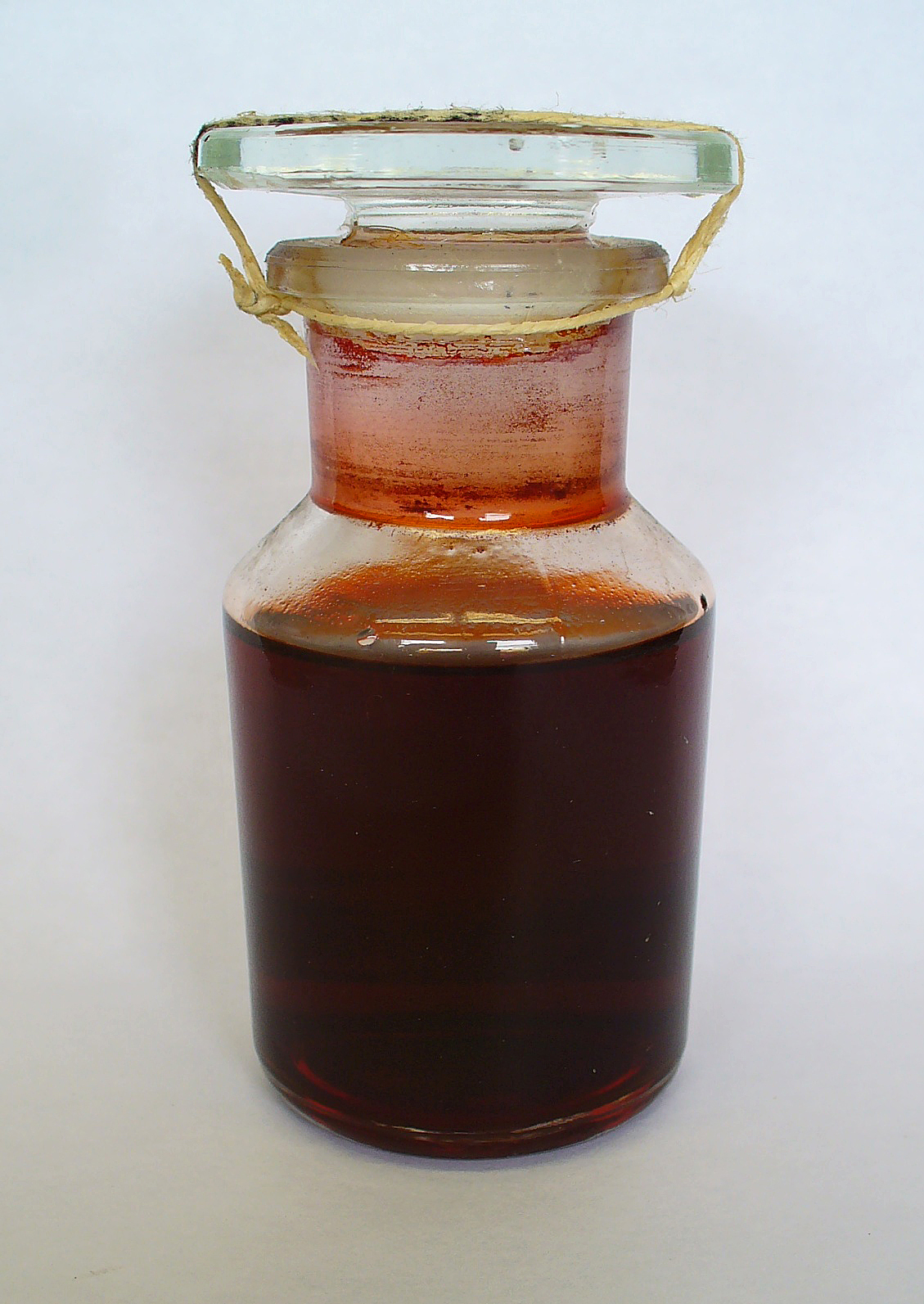
Estratto alcolico di femmine fecondate ed essiccate di cocciniglia del carminio (Dactylopius coccus)

La cocciniglia è un colorante ricavato dall'omonimo insetto appartenente alla famiglia della coccoidea, in particolare dalle femmine della specie Dactylopius, Dactylopius coccus e della specie Kermes vermilio. L'acido carminico, che è la molecola colorata, può essere estratto anche da batteri modificati a tale scopo.

## Descrizione

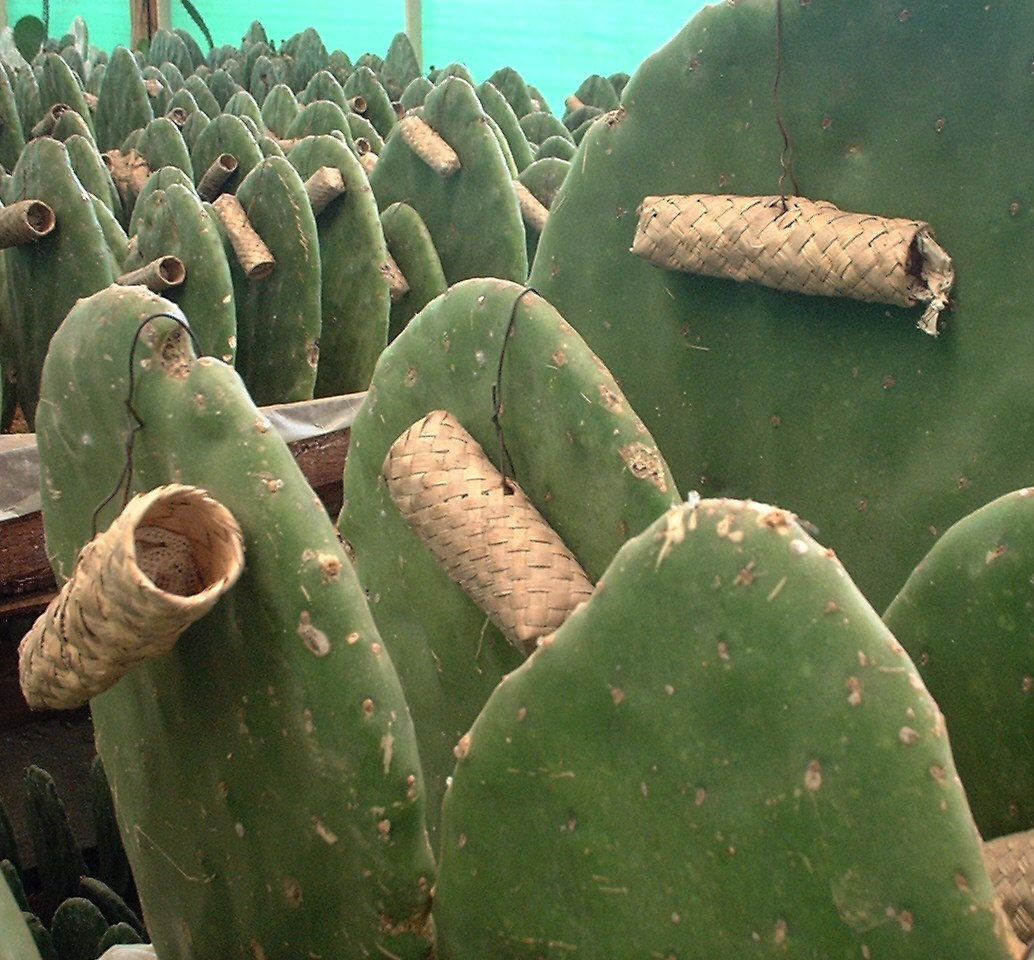
Allevamento di cocciniglia del carminio a Oaxaca, Messico

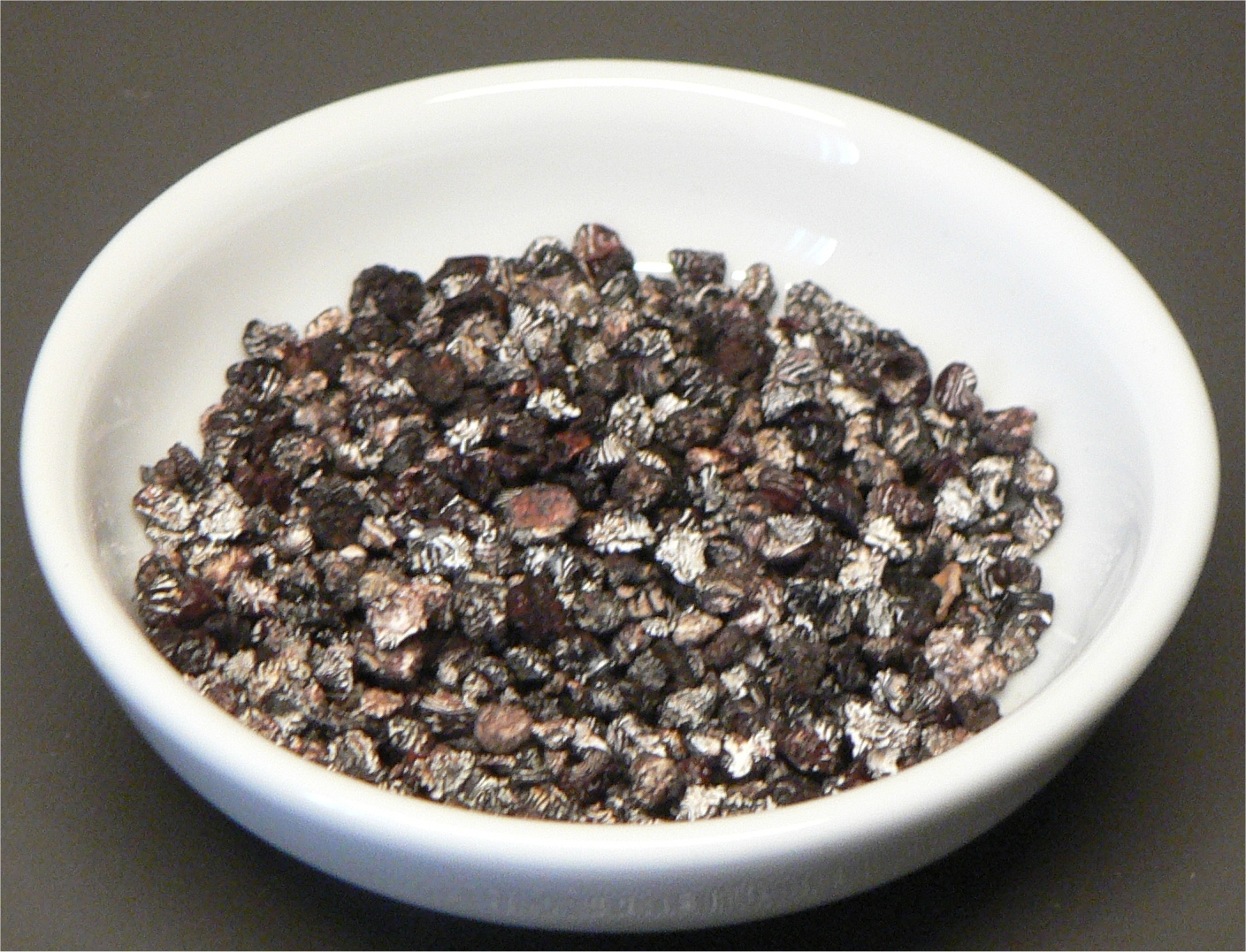
Cocciniglie del carminio essiccate

L'insetto secerne un liquido molto denso e intensamente colorato che usa come involucro per proteggersi dai predatori. Per produrre un chilogrammo di colorante occorrono circa 80-100 mila insetti. Una volta ottenuta la polvere macinando l'esoscheletro degli insetti, questa viene trattata con acqua calda per estrarre l'acido carminico.
La cocciniglia viene utilizzata per produrre una parte dei coloranti rossi utilizzati nell'industria alimentare (l'additivo alimentare E 120 è un sale di alluminio dell'acido carminico) e, in misura minore, nella tintura dei tessuti.
Dato l'elevato costo, ultimamente viene spesso sostituita da coloranti o miscele di coloranti di origine sintetica come E122 - E124 - E132 nei prodotti alimentari commerciali (obbligatoriamente elencati in etichetta come additivi alimentari con la relativa sigla europea). In alcuni soggetti può dar luogo ad allergie.

## Usi
Un liquore dal tipico colore cremisi ottenuto con la cocciniglia è l'alchermes, che prende il nome dalla parola araba al-qirmiz. Prima dell'avvento dei coloranti azoici, i prodotti rossi di pasticceria e molte altre bevande rosse come aperitivi, bitter, vermut e bevande gassate erano colorati con la cocciniglia.